# Pierantonio (Umbertide)
Pierantonio è una frazione del comune di Umbertide (PG). Si trova in prossimità del fiume Tevere, a circa 7 km a sud di Umbertide e a 24 km a nord di Perugia, contigua alla località di Sant'Orfeto del comune di Perugia.
La strada Tiberina lo attraversa (nord-sud) intersecandosi con la statale che conduce a Gubbio (25 km) ad est e con la direttrice che conduce verso il monte Tezio e il lago Trasimeno (circa 25 km) ad ovest.

## Storia
Pierantonio ebbe origine intorno al 1600 da alcune famiglie che si insediarono tra il torrente Mussino ed il Tevere. 
Uno dei primi documenti relativi al territorio della odierna Pierantonio è un testamento del 1503 che attesta la presenza della chiesa di San Patregnano con un cimitero.
La carta dell'Umbria di Ignazio Danti del 1577 riporta, lungo la direttrice che collega Perugia ad Umbertide, la presenza di un'osteria denominata “Osteria di P. Antonio”  e che avrebbe rappresentato una tappa di ristoro per gli antichi viaggiatori. 

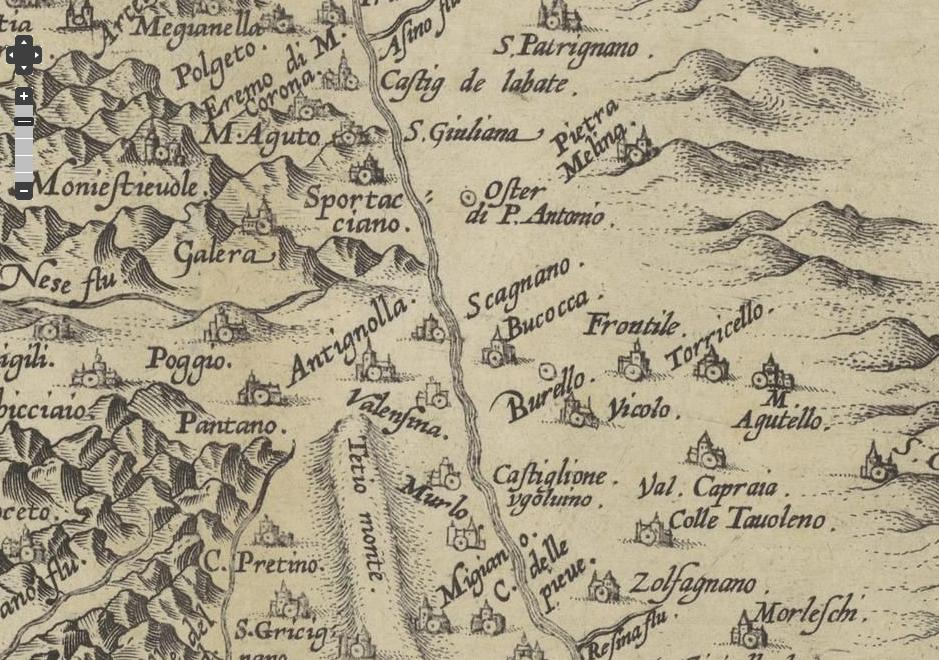
La mappa del 1584 in cui compare l'Osteria di P.Antonio, Ignazio Danti

Sembra quindi che il paese abbia avuto origine intorno a questa locanda, il cui proprietario era un certo Pier o Pietro Antonio, da cui ha preso il nome.
La presenza dell'osteria è confermata da un atto notarile del 1681.
Una carta topografica del 1611 attesta che in quel periodo, nell'attuale territorio di Pierantonio, erano presenti sei case con tre cappelle, non più esistenti. Il sacerdote Ballerini in uno scritto del 1913 scriveva: “La prima cappella, dedicata allo Spirito Santo, era adorna di affreschi di nessun pregio. Detta cappella costituiva la presente sacrestia, la cantina del parroco e il piccolo andito della canonica”.
La seconda cappella era situata a Nord dell'abitato. Oggi è ridotta a un rudere, il tetto è crollato ma sono ancora visibili alcune immagini dipinte su pietra, probabilmente San Pietro e Sant'Antonio dai simboli iconografici che ancora si possono intravedere. L'intitolazione, la pianta rettangolare con abside, l'orientamento ad oriente, la conformazione del parametro murario inducono ad ipotizzare una datazione della chiesa anteriore al 1100.
La terza cappella era situata a sud fuori dall'abitato, circa 150 metri dal torrente Mussino ed era dedicata a S. Giovanni Battista.
Nel 1700 Pierantonio faceva parte del comune di Perugia ed esistevano alcuni vocaboli di poderi tra cui: Colle Casaccia, Palazzetto Amatucci, Palazzetto Florenzi, Podere del Castello, Mulinello, Campanella, Gianne, Malcagno, Pane Letto, Colle San Martino, Antignano di Sopra e Cacioppo. Sono di questo periodo i primi documenti che utilizzano il nome attuale Pierantonio per indicare questo paese. 
Nel 1866 fu gettata la prima pietra per la costruzione dell'attuale campanile della chiesa, che ha la caratteristica di essere indipendente da essa. 
Nel 1944 il ponte ferroviario sul torrente Mussino fu danneggiato dai nazisti e venne ricostruito nel 1949.
Il paese ha avuto un forte sviluppo dal 1900 in poi, in particolare dopo gli anni ‘50 quando si svilupparono a Pierantonio alcune industrie con fabbriche di mattonelle, mobili ed infissi in legno. Nel 1961 Ettore Gustavo Broggi avviò un'officina metalmeccanica che è diventata molto importante per l'economia del paese.

## Economia
Non vi sono costruzioni di particolare rilevanza storica, tuttavia Pierantonio può considerarsi uno degli snodi più importanti dell'alto perugino: oltre che per la vivacità industriale e commerciale presente fin dagli anni sessanta e la tradizione contadina, la collocazione geografica lo pone all'estremo sud dell'alta valle del Tevere, della quale rappresenta il confine verso il perugino; si trovano industrie metalmeccaniche, alimentari, di packaging, piccole e medie falegnamerie, esercizi commerciali di vario tipo.
Da segnalare la presenza di una azienda all'avanguardia nel trattamento dello strumentario chirurgico per sala operatoria che ha recuperato un vecchio stabilimento metalmeccanico al centro del paese.
Il 9 marzo del 2023 e nei giorni immediatamente successivi, Pierantonio ed il territorio di Umbertide sono stati colpiti da uno sciame sismico, di cui due scosse da 4.4 e 4.6 della scala Richter che hanno determinato lesioni ed abitazioni agli edifici e circa 700 sfollati.

## Cultura
La contiguità geografica con la frazione perugina di Sant'Orfeto ha determinato una fusione geografica delle due realtà, le quali, sebbene appartenenti a diversi comuni, possono da un punto di vista socioeconomico considerarsi come un unico paese.
La posizione di confine fra diverse aree dell'alta Umbria ha reso la frazione un punto d'incontro e di scambio fra diversi centri più rilevanti (oltre a Perugia, vi è un forte legame con Umbertide, com'è ovvio, ma anche con Città di Castello, con Gubbio e con la zona del Lago Trasimeno).
Curiosamente, tale collocazione "di frontiera" non si rivela dal dialetto dei suoi abitanti: un perugino "del nord", appena contaminato dall'Umbertidese, malgrado la vicinanza geografica.
Tra le manifestazioni di vita paesana, si segnala il cosiddetto "Palio dei Rioni", una specie di "Giostra della Quintana" che si tiene in Maggio in Piazza XXV Aprile, in cui i competitori rappresentanti alcuni quartieri di Pierantonio ("Villa Massari", "Texas", Rignaldello", "Centro" e "Via dei Scemi") e S.Orfeto ("le Casette") con tanto di araldo e vessillo, corrono a bordo di una carriola spinta dal compagno di squadra cercando di infilare con una lancia l'anello sorretto da una statua.

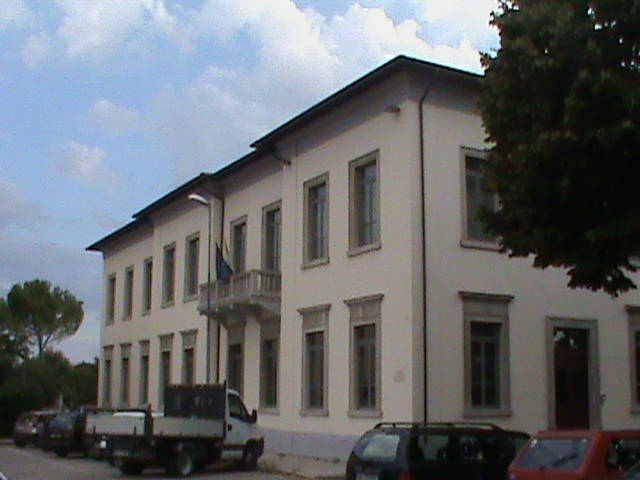
La scuola media, ristrutturata nel 2009, in Piazza XXV Aprile

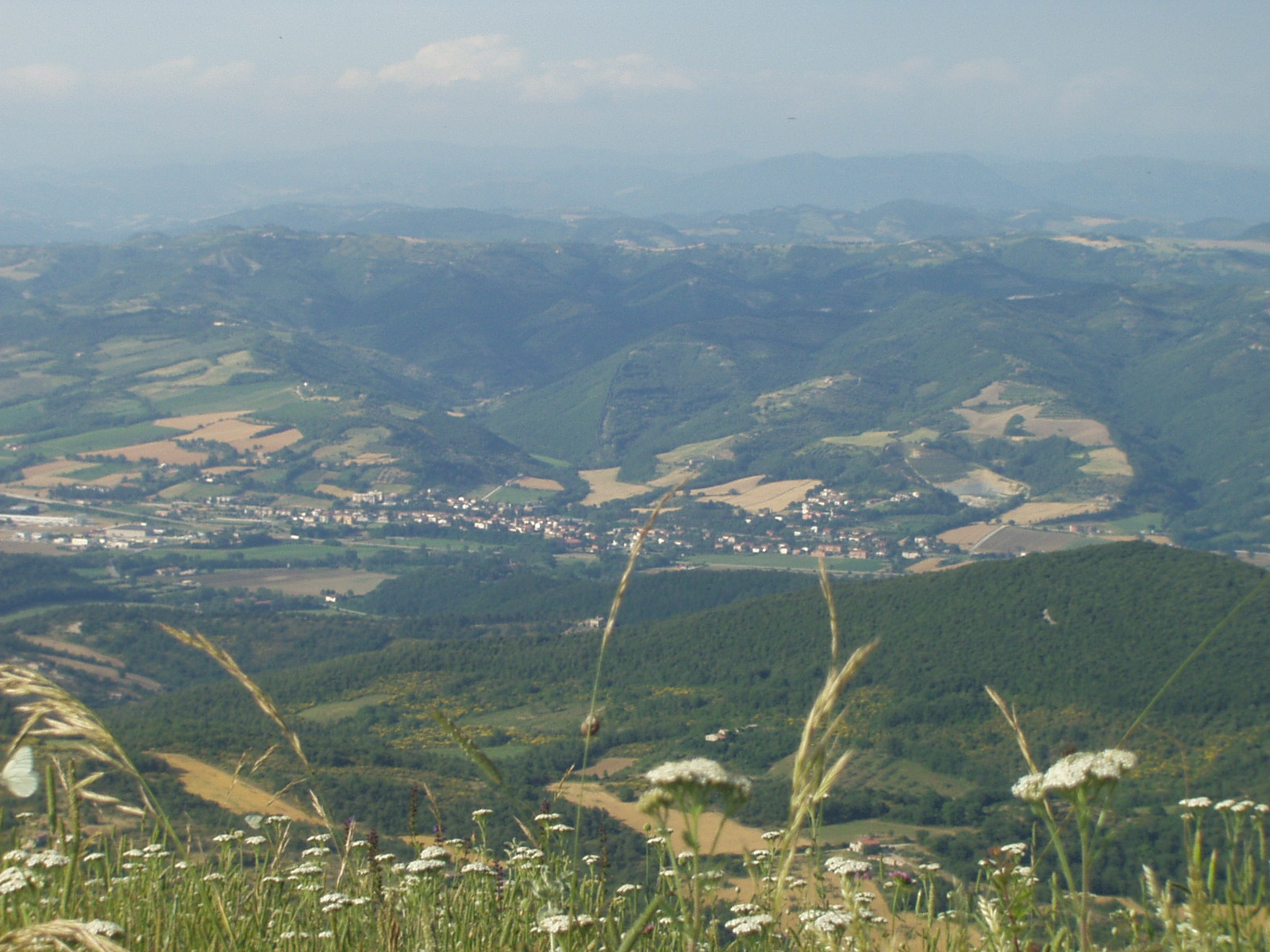
Veduta dell'area urbana di Pierantonio e S.Orfeto dalla sommità del Monte Tezio (2004)